# Ligne de tramway 325
La ligne 325 est une ancienne ligne de tramway vicinal de la Société nationale des chemins de fer vicinaux (SNCV) qui reliait Chastre à Dongelberg.

## Infrastructure

### Dépôts et stations
Nom : (gare) : quand le dépôt ou la station est accolé ou proche d'une gare.
Type : D : dépôt , S : station , Sf : si la station sert de gare douanière à la frontière , Sp : si la station est établie dans un bâtiment privé le plus souvent un café ou plus rarement une habitation privée.
| Illustration | Nom                    | Type | Commune                  | Localisation                | État            | Remarques |
| ------------ | ---------------------- | ---- | ------------------------ | --------------------------- | --------------- | --------- |
|              | Chastre (gare)         | D    | Chastre                  | 50° 36′ 22″ N, 4° 39′ 04″ E | En service TEC. |           |
|              | Dongelberg             | S    | Dongelberg               | 50° 41′ 41″ N, 4° 48′ 55″ E | Hors service    |           |
|              | Opprebais Sart-Risbart | DS   | Opprebais (Sart-Risbart) | 50° 40′ 44″ N, 4° 45′ 29″ E | Hors service.   |           |

## Exploitation

### Horaires
Tableaux : 325 (1931).